# Trustworks
Trustworks is een studioalbum annex conceptalbum van The Syn. Die muziekgroep bestond toen eigenlijk alleen nog op papier, Steve Nardelli was het enig overgebleven lid. Hij nam het initiatief voor dit album al in 2010. Hij zat zonder band en kwam in contact met de Zweedse muziekgroep Moon Safari. De opnamen wilden niet echt vlotten en pas in voorjaar 2016 verscheen het album. Het is opgenomen in de geluidsstudio’s Mullberget en Black Moon nabij Skellefteå en de Reingold Studio in Wenen. Moon Safari drukte met hun handelsmerk close harmony een grote stempel op de muziek van het album. 

## Musici
- Steve Nardelli – zang
- Moon Safari:
  - Simon Åkeson – zang, toetsinstrumenten, waaronder mellotron
  - Petter Sandström – zang, gitaar
  - Pontus Åkeson – zang, gitaar, sitar
  - Johan Westerlund – zang, basgitaar
  - Tobias Lundgren – zang, drumstel
- Jonas Reingold – aanvullend gitaar, basgitaar (The Wheel) en toetsinstrumenten

## Muziek
| Nr. | Titel                                                        | Duur  |
| --- | ------------------------------------------------------------ | ----- |
| 1.  | What if? (Nardelli, Moon Safari, Olof Palme, Mahatma Gandhi) | 0:45  |
| 2.  | Trustworks (Nardelli, Moon Safari)                           | 5:54  |
| 3.  | revolution now (Nardelli, Moon Safari)                       | 3:49  |
| 4.  | This world of hours (Nardelli, Moon Safari)                  | 5:07  |
| 5.  | Something that I said (Nardelli, Moon Safari)                | 5;10  |
| 6.  | Never too late (Nardelli, Moon Safari)                       | 4:07  |
| 7.  | Lucifer hesitating (Nardelli, Moon Safari)                   | 5:23  |
| 8.  | The wheel (Nardelli, Moon Safari)                            | 4:16  |
| 9.  | Seventh day of seven (Nardelli, Moon Safari)                 | 14;50 |